# Rijswijkseweg
De Rijswijkseweg in Den Haag vormt samen met zijn verlengde, de Haagweg in Rijswijk, de verbinding tussen de Hoornbrug en het Rijswijkseplein. Vanouds was dit een belangrijke toegangsweg tot Den Haag vanuit Utrecht en Rotterdam. Dit is pas veranderd met de ingebruikname van de Utrechtsebaan. De Rijswijkseweg ligt in de wijk Laakkwartier in het stadsdeel Laak

## Verloop
De weg is kaarsrecht over zijn lengte van ruim 2½ kilometer, behoudens een asverschuiving bezuiden de Neherkade langs de Laakhaven. Hij vormt een zichtas op Het Strijkijzer aan het Rijswijkseplein.

## Geschiedenis
Nadat de Trekvliet was gegraven en de Hoornbrug was gebouwd, ontstond hier een landroute naar het hof van de graaf van Holland, maar deze was vaak slecht en in de winter door water niet begaanbaar. De graaf van Holland gaf de inwoners van Rijswijk de opdracht de weg te onderhouden, maar dat gebeurde niet altijd. Toen trouwde Albrecht van Beieren in 1394 trouwde met Margaretha van Kleef en zij naar haar echtgenoot zou reizen, bleek de weg onbegaanbaar en moest noodonderhoud worden gedaan.
In 1670 werd de weg als een van de eerste in Nederland verhard en werd tol geheven voor het onderhoud.
In 1907 kreeg de weg zijn huidige namen, zij het anders gespeld: Rijswijksche Weg in Den Haag en de Haagweg in Rijswijk.

## Tramlijnen
Er rijden verscheidene tramlijnen over de Rijswijkseweg. De eerste lijn was de tramlijn Den Haag–Delft, die op 24 juni 1866 in gebruik werd genomen als paardentram en vanaf 1887 als stoomtram. Sinds 1923 rijdt de elektrische tramlijn Den Haag–Delft over de Rijswijkseweg/Haagweg, eerst onder het lijnnummer I¹, dat in 1965 vernummerd werd tot 37 en in 1966 tot 1. Lijn 1 loopt nu van Scheveningen naar Delft-Tanthof en rijdt nog steeds over de volle lengte van de weg, behalve dat er sinds 2000 een omweg is via de tramtunnel die in 1996 aangelegd is bij station Hollands Spoor.
Opgeheven werd een andere tramlijn die over de Rijswijkseweg/Haagweg reed naar Station Voorburg, deze had lijnnummer 10, eerder 36 en I³. Wel rijdt de lijn naar Ypenburg en Nootdorp over de Rijswijkseweg en de Haagweg, lijn 15.

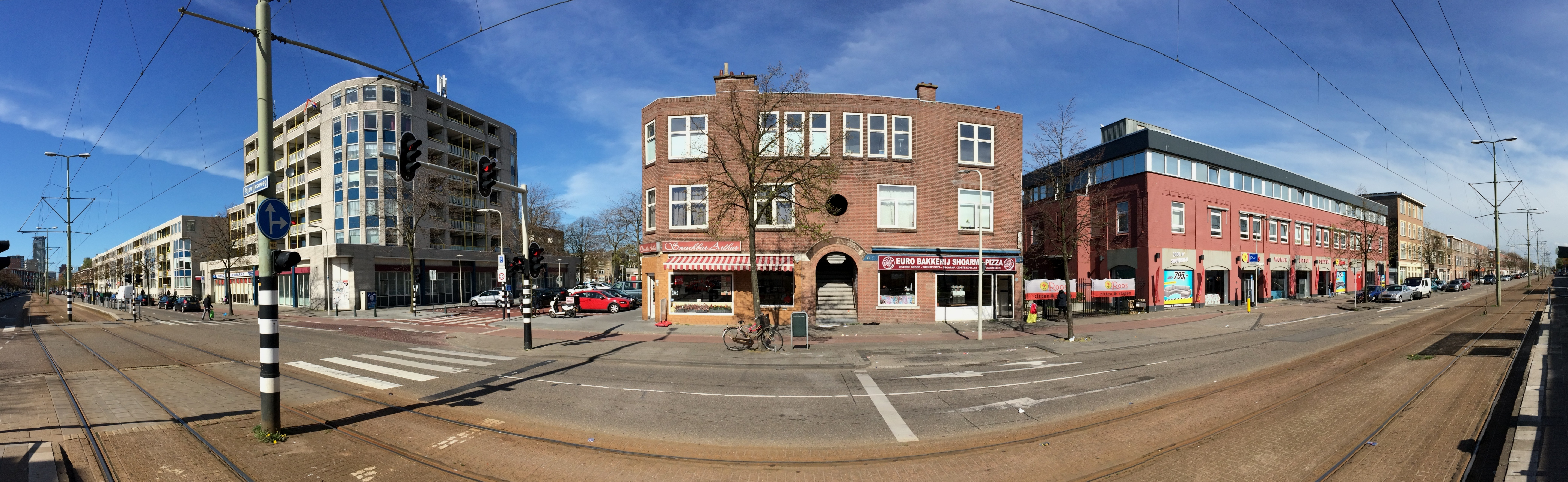
De Rijswijkseweg